# Tenuiphantes tenebricoloides
Tenuiphantes tenebricoloides är en spindelart som först beskrevs av Schenkel 1938.  Tenuiphantes tenebricoloides ingår i släktet Tenuiphantes och familjen täckvävarspindlar.
Artens utbredningsområde är Madeira. Inga underarter finns listade i Catalogue of Life.